# Novoslobodskaja
Novoslobodskaya (in russo Новослободская?) è una stazione della Linea Kol'cevaja, la linea circolare della Metropolitana di Mosca. È famosissima per le 32 vetrate opera degli artisti lettoni E. Veylandan, E. Krests, e M. Ryskin. Ogni pannello, circondato da un bordo elaborato, è posto in uno dei piloni della stazione, e illuminato dall'interno. Sia i piloni che gli archi tra di essi sono ricoperti di marmo rosa degli Urali. Alla fine della banchina vi è un mosaico di Pavel Korin intitolato "Pace nel Mondo". Le vetrate, i mosaici, e gli eleganti candelieri conici sono tutti stati ripuliti e restaurati nel 2003.
Novoslobodskaya è stata disegnata da Alexey Dushkin e A.F. Strelkov ed ha aperto il 30 gennaio 1952.
L'ingresso è una struttura imponente con un grande portico, situato sull'angolo nord-orientale di Novoslobodskaya Ulitsa e Seleznevskaya Ulitsa.

## Interscambi
Da questa stazione è possibile in trasbordo a Mendeleevskaja sulla Linea Serpuchovsko-Timirjazevskaja.